# 舍列斯季亞尼
48°42′41″N 27°7′49″E / 48.71139°N 27.13028°E
舍列斯季亞尼（烏克蘭語：Шелестяни），是烏克蘭西部的村莊，隸屬赫梅利尼茨基州的卡緬涅茨-波多利斯基區。該村始建於1630年，面積1.44平方公里，海拔高度277米，2001年人口397。